# 凤阳县
凤阳县位于中华人民共和国安徽省中东部，是滁州市下辖的一个县。明朝時為中都。区域总面积为1,937.27 平方公里。

## 地名由来
歷史上稱為钟离县。明朝洪武七年（1374年），出身此地的明太祖朱元璋取“凤凰山之阳”之意，赐名家乡“凤阳”。

## 历史
商代钟离子国，位于现凤阳县临淮关东板桥镇古城村，典故吴楚之争“钟离之畔”来源于此。西汉高祖四年（203年）设钟离县；刘邦封英布为淮南王，改九江郡为淮南国，钟离县为淮南国的领地。
明洪武二年（1369年）改为中立县，属于中书省南京，同时在濠州西南凤凰山南麓建中都；洪武三年（1370年）因县城北临淮河，改为临淮县，这是临淮地名之始；洪武六年（1373年）临濠府改为中立府，洪武七年（1374年）中立府改名凤阳府，同时割临淮县的太平、清洛、广德、永丰4乡设凤阳县；因县城位于凤凰山之阳，所以得名。
明崇禎八年（1635年），高迎祥、李自成、張獻忠等人擬議打擊明朝的氣勢，率農民軍分路合擊，直取中都鳳陽，以不到十日的時間，便攻陷了鳳陽。農民軍入城後，斬殺了六十名宦官、四千名官兵，並擒獲鳳陽知府顏容暄，並以杖殺之，留守朱國相力抗農民軍，最後仍不敵而自殺。農民軍搜刮城內戰利品，釋放囚犯，火燒明皇陵，並焚燬明太祖朱元璋出家的皇覺寺。
1978年末，因长期吃不饱饭，凤阳县小岗村18位农民私自定下了实行“大包干”的“生死状”，秘密将村内土地分开承包，搞私有化生产。此举在当地取得成效后，应顺应时局变化，得到国家认可和推广，并被称作“家庭联产承包责任制”，小岗村也被作为典型示范村大力宣传。实行“大包干”后，大部分人实现了快速脱贫，但因为缺乏进一步发展的有利条件，当地经济一度发展缓慢，至今未能成为富裕之乡，与沿海地带的发展差距明显。中央现已很少宣传小岗村的发展现状。

## 人口
2020年11月1日零时，全國第七次人口普查基本情况公布如下：全县常住人口为631934人，比2010年第六次人口普查减少12961人，下降2.01%，年平均下降0.2%。

## 地理

### 区位
凤阳县位于北纬32°37′-33°03′、东经117°19′-117°57′之间，地处淮河中游南岸。地形北低南高，北部是沿淮冲积平原，中部是倾降平缓的岗丘，南部是山区；平均海拔15-17米，最高山峰为狼窝山，海拔340.3米。境内石英岩和石灰岩资源丰富，特别是石英岩矿已初步探明储量约100亿吨，储量和品位均位居华东之首、全国前列。

### 气候
凤阳县气候属亚热带季风气候，年平均气温14.9℃，年降雨量904.4毫米，年蒸发量1609.7毫米。

### 自然灾害
凤阳地处江淮分水岭地区，旱、涝灾害十分频繁，历史上就有“十年九灾”之说。自1919年有水文记载以来的89年中，该县共发生较为严重的洪灾36次，旱灾42次，有的年份旱涝灾害交替或同时发生。

## 经济
凤阳在历史上一直以贫穷知名，20世纪六七十年代更是几乎家家有过乞讨经历。凤阳经济目前仍以农业为主。20世纪80年代至21世纪头几年，凤阳仍主要依靠农业支撑经济，经济发展较慢，但开始了当地工业的初步发展。2005年至2010年期间，从农业向工业和服务业的产业转型加快，而且重工业发展明显快于轻工业，经济有了明显提升，工人年平均工资从2005年的11531元上升至2010年的27017元(需考虑物价上浮的因素)。连农民年收入也从很低的2658元上升至5760元。2015年，当地约有近万贫困户。
当地发展经济仍有一定盲目性。自当年摁手印的大包干带头人现在办起“农家乐”后，当地许多农民也纷纷跟风办起了农家乐。结果因市场需求快速饱和，未达到最佳预期效果。

## 行政区划
凤阳县下辖14个镇、1个乡：
府城镇、临淮关镇、武店镇、西泉镇、官塘镇、刘府镇、大庙镇、殷涧镇、总铺镇、红心镇、板桥镇、大溪河镇、小溪河镇、枣巷镇、黄湾乡、凤阳县工业园区和安徽凤阳硅工业园区。

## 交通
- 公路： 合徐高速， 宁洛高速，蚌淮高速， 345国道
- 铁路：京沪铁路，淮南铁路，京沪高速铁路，合蚌客运专线
- 水运：凤阳港——“千里淮河第一港”[2]

## 旅游
古凤阳八景：濠梁观鱼，九华屏障，谯楼归市，龙兴晚钟，浮桥烟锁，钓台春涨，明陵风雨，韭山仙境。
凤阳是历史文化名城，近年来旅游业发展迅速。目前已有国家4A级景区2个、3A级景区3个。其中大包干纪念馆被列为国家红色旅游经典景区，凤阳韭山地质公园申报为国家级地质公园。
- 朱元璋紀念館： 位於鳳陽縣縣城樓西街
- 明皇陵
- 龙兴寺
- 明中都遗址
- 小岗村

## 文化

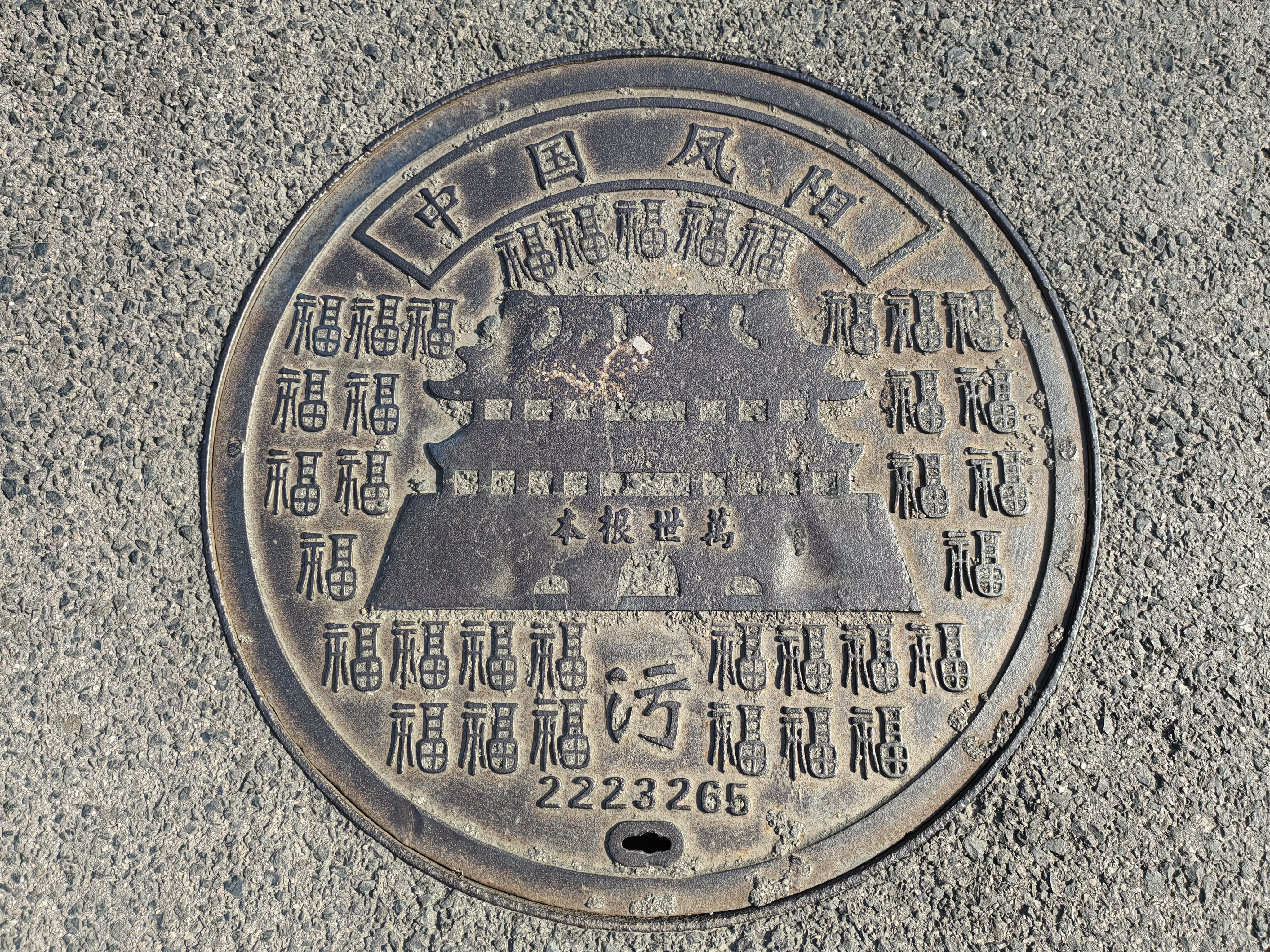
印有明中都鼓樓圖案的窨井盖。鼓樓為鳳陽城市形象的代表

凤阳花鼓又称“花鼓小锣”、“双条鼓”，是凤阳传统的民间艺术。“凤阳花鼓”最早是当地人外出乞讨谋生敲出来名的。